# Crocidura grandis
Crocidura grandis är en däggdjursart som beskrevs av Miller 1911. Crocidura grandis ingår i släktet Crocidura och familjen näbbmöss. IUCN kategoriserar arten globalt som otillräckligt studerad. Inga underarter finns listade i Catalogue of Life.
Denna näbbmus förekommer i området kring Mount Malindang på Mindanao i Filippinerna. Arten upptäcktes vid 1859 meter över havet. Individer som hittades i regionen under 2000-talet tillhör kanske denna art men uppgiften behöver bekräftelse. Som habitat antas bergsskogar.